# Ingrid Hartmann
Ingrid Hartmann (* 23. Juli 1930 in Bad Salzuflen; † 9. November 2006 in Wiesbaden) war eine deutsche Kanutin. Sie gewann 1960 die olympische Silbermedaille im Zweier-Kajak.
Ingrid Hartmann trat bis 1958 für den Herforder Kanu Klub an und wechselte 1959 zu Bertasee Duisburg. Nachdem sie 1950 bei der Deutschen Meisterschaft den zweiten Platz im Einer-Kajak über 500 Meter belegt hatte, gewann sie 1951 ihren ersten deutschen Meistertitel. Bis 1963 belegte sie im Einer-Kajak dreimal den ersten Platz, sechsmal war sie Zweite und viermal Dritte. 1957, 1958 und 1960 belegte sie jeweils den zweiten Platz hinter Therese Zenz. Bei der Weltmeisterschaft 1958 erkämpften Zenz und Hartmann gemeinsam die Bronzemedaille im Zweier-Kajak. 1960 erreichten die beiden bei den Olympischen Spielen in Rom den zweiten Platz hinter dem sowjetischen Boot, nachdem Zenz kurz zuvor bereits Silber im Einer gewonnen hatte. 1961 gewann Ingrid Hartmann zusammen mit Inge Schrof ihren einzigen deutschen Meistertitel im Zweier. Ihre letzte internationale Medaille erhielt Ingrid Hartmann bei der Weltmeisterschaft 1963, als sie zusammen mit Roswitha Esser, Elke Felten und Annemarie Zimmermann Silber im Vierer-Kajak gewann.
Für ihre sportlichen Leistungen wurde sie am 9. Dezember 1960 mit dem Silbernen Lorbeerblatt ausgezeichnet.